# Institut für Stadtgeschichte / Stadt- und Vestisches Archiv Recklinghausen
Das Stadt- und Vestische Archiv Recklinghausen ist ein Kommunalarchiv mit Sitz in Recklinghausen. Es versteht sich als zentrale Anlaufstelle für Fragen der Stadtgeschichte Recklinghausens und der Regionalgeschichte des Vestes Recklinghausen, insbesondere im Bereich Spätmittelalter und Frühe Neuzeit. Auch die Geschäftsstellen des Vereins für Orts- und Heimatkunde Recklinghausen e. V. sowie die des Arbeitskreises Vestischer Geschichts- und Heimatvereine e. V. sind dort ansässig. Das Archiv und eine museale Abteilung zur Stadtgeschichte bilden das Institut für Stadtgeschichte.

## Geschichte
Das Stadtarchiv wurde 1922 als eigenständiges städtisches Institut gegründet. Formen von geordneter Aufbewahrung von städtischen Akten und Urkunden lassen sich bis ins frühe 18. Jahrhundert zurückverfolgen; einen ersten Hinweis auf ein Archivverzeichnis gibt es für 1712. Durch den großen Stadtbrand von 1501, dem auch das erste Rathaus zum Opfer fiel, kam es zu erheblichen Überlieferungsverlusten. Für das 19. Jahrhundert ist eine depotähnliche Einlagerung von Altbeständen im Rathausgebäude nachgewiesen, ab etwa 1830 wurde auf Weisung der Regierung Münster die Ordnungs und Verzeichnung der Archivalien wieder aufgenommen.
Von der Mitte des 19. bis zum frühen 20. Jahrhundert betreuten neben- bzw. ehrenamtlich ein Geistlicher, ein Mediziner bzw. ein Postbeamter das Archiv. Von 1908 bis 1922 befand sich das Archivmagazin in einem Kellerraum des Rathausneubaus am Erlbruch (errichtet 1905–1908), angrenzend an Polizeiwache, Arrestzelle und Ratskeller. 1922 erfolgte der Umzug in das Erdgeschoss des Gymnasiums Petrinum, 1939 zog das Archiv in den Stephansturm der Stadtbefestigung aus dem 14. Jahrhundert, in der Nähe der ehemaligen kurkölnischen Beamtenresidenz, der sogenannten Engelsburg Recklinghausen. Von 1961 bis 1986 war das Stadtarchiv in einem Wohnhaus an der Halterner Str. 4 untergebracht. 1986, im Jahr des 750-jährigen Stadtjubiläums, erfolgte der Umzug zum jetzigen Standort. Im Jahre 2011 wurde das Archiv modernisiert und erweitert.
Von 1922 bis Ende des 20. Jahrhunderts übten langjährig tätige Geschichtslehrer das Amt des Stadtarchivars größtenteils nebenamtlich aus, zuletzt Dr. Werner Burghardt. 2001 wurde die Stelle des Archivleiters erstmals hauptamtlich besetzt. Seit 2010 werden das Stadtarchiv und das Vestische Museum unter der gemeinsamen Bezeichnung Institut für Stadtgeschichte geführt. Der Archivleiter ist traditionell Schriftleiter des Vestischen Kalenders (1923 ff.) und Herausgeber der Vestischen Zeitschrift (1892 ff.).

## Bestände
Das Stadt- und Vestische Archiv beherbergt sowohl kommunale als auch territoriale Bestände. Letztere stammen hauptsächlich aus der kurkölnischen bzw. arenbergischen Landesverwaltung.

### Kommunale Bestände
Die Grundlage der Archivtektonik bildete bis in die 1920er Jahre die städtische Alt- und Kernüberlieferung von der Stadtgründung im Jahre 1236 bis zum Ende des 18. Jahrhunderts (Bestand I). Bestand II setzt sich aus dem Ende der kurkölnischen Zeit bis zum Zeitalter der Hochindustrialisierung (ca. 1800 bis 1900) zusammen. Seine Bedeutung als historisches Archiv für das Vest Recklinghausen trat nach dem Zweiten Weltkrieg gegenüber der modernen Aktenverwaltung insofern zurück, als seit den 1960er und 1970er Jahren massenhaft Behördenakten des 20. Jahrhunderts bewertet und übernommen wurden. So bilden heute ca. 6.600 Akteneinheiten von 1900 bis 1960 den Bestand III und seit 1986 den Bestand IV. Die älteren Bestände sind Pertinenzbestände. Seit 1989/90 verzeichnet das Archiv das von der Stadtverwaltung abgegebene, archivwürdige Schriftgut nach dem Provenienzprinzip.

### Territoriale Bestände – Bezeichnung „Vestisches Archiv“
Ein umfangreicher Zugang zur Herzoglich Arenbergischen Herrschaft über das Vest Recklinghausen kam um 1923/24 ins Archiv. Darunter befanden sich auch Akten und Urkunden aus der kölnischen Zeit vom 12. Jahrhundert bis 1802. Weitere arenbergische Zugänge beziehen sich auf die Standesherrschaft bzw. die Vermögensverwaltung in preußischer Zeit. Die Akten des Amtes Recklinghausen, die die 1837 konstituierte Gemeinde Recklinghausen-Land betreffen, kamen bei deren Auflösung 1926 ins Stadtarchiv. 1929 übergab die gräfliche Familie Westerholt zu Westerholt dem Stadtarchiv ein umfangreiches Depositum, darunter Urkunden ab dem 13. Jahrhundert und Akten aus dem 15. Jahrhundert.
Dank dieser das Vest betreffenden Zugänge bürgerte sich in den 1920er Jahren die Bezeichnung Stadt- und Vestisches Archiv ein. Aufgrund seiner Alt- und Adelsbestände wurde das Vestische Archiv 1986 in das Verzeichnis national wertvoller Archive eingetragen.

### Beständeübersicht (Auszug)
| Bestand                 | Inhalt (Auszüge) |
| ----------------------- | --- |
| Stadtarchiv I           | 700 Urkunden Stadt Recklinghausen (1236–1810), 143 Kartons Akten (1429–1874) |
| Stadtarchiv II          | 308 Kartons Akten Stadt Recklinghausen (1790–1908), allgemeine Landessachen |
| Stadtarchiv III         | 1296 Kartons Akten Stadt Recklinghausen (1812–1973): allgemeine Kommunalverwaltung |
| Stadtarchiv IV          | Ablieferungen ab 1986 (630 m Akten Stadt Recklinghausen) |
| Stadtarchiv V           | Aktenablieferungen ab 1998 (u. a. Dienstregistratur des Stadtarchivs) |
| Standesamt              | Vorprovenienzen Standesamt I, II, III, IV, Amt Recklinghausen |
| Ruhrfestspielhausarchiv | 787 Kartons und 35 m z. T. noch ungeordnete Akten ab 1947 |
| Nachlässe               | Theodor Esch (1850–1911), Heinrich Pennings (1879–1939), Erhard Lucas-Busemann (1937–1993) u. a. |
| Kartenarchiv            | ca. 500 Karten und Pläne ab 1822, vorwiegend Stadtpläne |
| Zeitungsarchiv          | Recklinghäuser Allgemeine Zeitung, Westdeutsche Allgemeine Zeitung, u. a. Zeitungen aus den Nachbarstädten |
| Fotoarchiv              | über 50.000 Fotografien ab Ende 19. Jh., über 13.000 Dias. Bewegungsrollfilme 16 mm ab 1924 |
| Bibliothek              | wissenschaftlicher Präsenzbestand (über 30.000 Bände.); u. a. Geschichte Stadt und Vest Recklinghausen, rheinische bzw. westfälische Geschichte, Geschichte NRW, deutsche Geschichte vom Mittelalter bis zur Neuzeit (insbesondere Zeit des Nationalsozialismus) & Archivwissenschaft |

## Aufgaben und Tätigkeiten
Das Archiv bietet die klassischen Dienstleistungen des Archivwesens an, vor allem die Bewahrung, Erschließung, Bereitstellung, Präsentation und Veröffentlichung von historischem Schriftgut. Durch Vorträge, Ausstellungen sowie archiv- und museumspädagogische Veranstaltungen versucht es, Stadt- und Heimatgeschichte zu vermitteln. Den Schulen dient es als außerschulischer Lernort.